# August von Gadow
Joachim Ludwig August von Gadow (* 20. Juni 1802 in Hugoldsdorf; † 15. Juli 1860 in Goslar) war ein preußischer Rittergutsbesitzer und Politiker.
Er stammte aus der märkischen uradligen Familie von Gadow, seine Eltern waren der Gutsherr Friedrich von Gadow-Hugoldsdorf und Annette von Preen. Gadow war Besitzer des Rittergutes Drechow mit Rönkendorf und Alt-Seehagen im Kreis Franzburg, großherzoglich mecklenburg-schwerinscher Kammerherr und Ehrenritter des Johanniterordens.  
Er engagierte sich als Kreisdeputierter und wurde von 1845 bis 1856 von der Ritterschaft des Kreises Franzburg in den Provinziallandtag der Provinz Pommern gewählt (9. bis 13. Provinziallandtag), wodurch er auch 1847 dem Ersten Vereinigten Landtag angehörte. Von 1852 bis 1854 war er für den Wahlkreis Stralsund Mitglied des Preußischen Abgeordnetenhauses. Im Jahre 1854 wurde Gadow auf Präsentation des alten und des befestigten Grundbesitzes im Landschaftsbezirk Neuvorpommern und Rügen Mitglied des neugebildeten Preußischen Herrenhauses. Seine Ehefrau war Sophie von Oertzen-Kittendorf (1814–1846). Seine Güter Drechow mit Zubehör erbte sein gleichnamiger Neffe, der Rittmeister August von Gadow. 